# Kryptowaluty (singel)
Kryptowaluty – czwarty singel polskiego duetu Taconafide, czyli raperów Taco Hemingwaya i Quebonafide, promujący album zatytułowany Soma 0,5 mg. Wydawnictwo w formie digital download ukazało się 9 kwietnia 2018 roku nakładem QueQuality. Napisany przez Filipa Szcześniaka oraz Kubę Grabowskiego, a wyprodukowany przez Michał Graczyk & 2K został zarejestrowany w Nobocoto Studio. Kompozycja była promowana teledyskiem, za reżyserię odpowiada Piotrek Matejkowski.

## Kontrowersje
Czwarty singiel z płyty pt. Kryptowaluty produkcji Michała Graczyka oraz 2K wzbudził kontrowersje, gdyż melodia utworu była łudząco podobna do piosenki Meek Milla pt. Litty. Wiele osób zarzuciło producentom plagiat, na co Michał Graczyk odpowiedział, że melodia jest przypadkowo podobna. Nie zgodził się z tym producent znany z nagrywaniem z raperem Białasem, Lanek, który mocno skrytykował Michała Graczyka zarzucając zwykłą kradzież. Ostatecznie do utworu została dodana informacja o samplingu z piosenki Meek Milla. 

## Nagrody i wyróżnienia
| Rok  | Kategoria                           | Nagroda         | Rezultat  |
| ---- | ----------------------------------- | --------------- | --------- |
| 2019 | Przebój roku (nagroda publiczności) | Fryderyki 2019  | Nominacja |
| 2019 | Teledysk roku                       | Popkillery 2019 | Nominacja |

## Notowania

### Listy przebojów
| Autor             | Notowanie          | Najwyższa pozycja |
| ----------------- | ------------------ | ----------------- |
| Polskie radio RDC | Lista przebojów    | 2                 |
| Spotify           | Spotify Chart Week | 2                 |

## Personel
Opracowano na podstawie materiału źródłowego oraz książeczki dodanej do płyty.
| - Filip Szcześniak – słowa, rap, śpiew - Kuba Grabowski – słowa, rap, śpiew - Karol „Solar” Poziemski – realizacja i produkcja wokali - DJ Johny – realizacja, produkcja i miksowanie wokali - Rafał Smoleń – miksowanie, mastering |